# Ready for Reed – Sam Reed Meets Roberto Magris
| Recensione         | Giudizio |
| ------------------ | -------- |
| All About Jazz(1)  |          |
| All About Jazz(2)  |          |
| All About Jazz(3)  |          |
| Orkester Journalen |          |
| Concerto           |          |
| Jazzrytmit         | /        |

Ready For Reed – Sam Reed Meets Roberto Magris è un album in studio registrato negli Stati Uniti per la casa discografica JMood di Kansas City ed è stato pubblicato nel 2013. È un disco di genere be bop e soul jazz, che testimonia l’incontro tra il sassofonista Sam Reed di Filadelfia, uno degli alfieri del cosiddetto Philly sound ed il pianista Roberto Magris.

## Tracce
1. Jungle Strut – 5:47 (Gene Ammons)
2. The Swagger – 7:05 (Roberto Magris)
3. Love You Madly – 6:49 (Duke Ellington)
4. Paris Blues Revisited – 7:44 (Billy Strayhorn)
5. Quasimodo – 5:03 (Charlie Parker)
6. I Married an Angel – 6:58 (Rodgers/Hart)
7. Ready for Reed – 5:06 (Roberto Magris)
8. Sweet Jenny Lou – 4:59 (Carpenter/Mundy)
9. Be My Love – 5:22 (Cahn/Brodszky)
10. Stopstart – 3:37 (Lee Morgan)
11. Audio Notebook – 10:45

## Musicisti
- Sam Reed – sassofono contralto
- Kendall Moore – trombone
- Steve Lambert – sassofono tenore (brani 6 e 7)
- Roberto Magris – pianoforte e organo Hammond
- Dominique Sanders – contrabbasso
- Brian Steever – batteria
- Pablo Sanhueza - congas (brani 1, 2, 7 e 8)